# Mogera kanoana
Mogera kanoana és una espècie de tàlpid nadiu de Taiwan. El nom específic kanoana es refereix a Tadao Kano, un naturalista japonès que fou el primer a descriure aquests animals a la dècada del 1940.
El 2004, biòlegs del Japó i Taiwan en trobaren diversos espècimens i confirmaren l'existència d'aquesta espècie.